# (11826) Yurijgromov
(11826) Yurijgromov est un astéroïde de la ceinture principale.

## Description
(11826) Yurijgromov est un astéroïde de la ceinture principale. Il fut découvert le 25 octobre 1982 à Naoutchnyï par Lioudmila Jouravliova. Il présente une orbite caractérisée par un demi-grand axe de 3,18 UA, une excentricité de 0,20 et une inclinaison de 1,7° par rapport à l'écliptique.

## Compléments